# Drempel (bouwkunde)

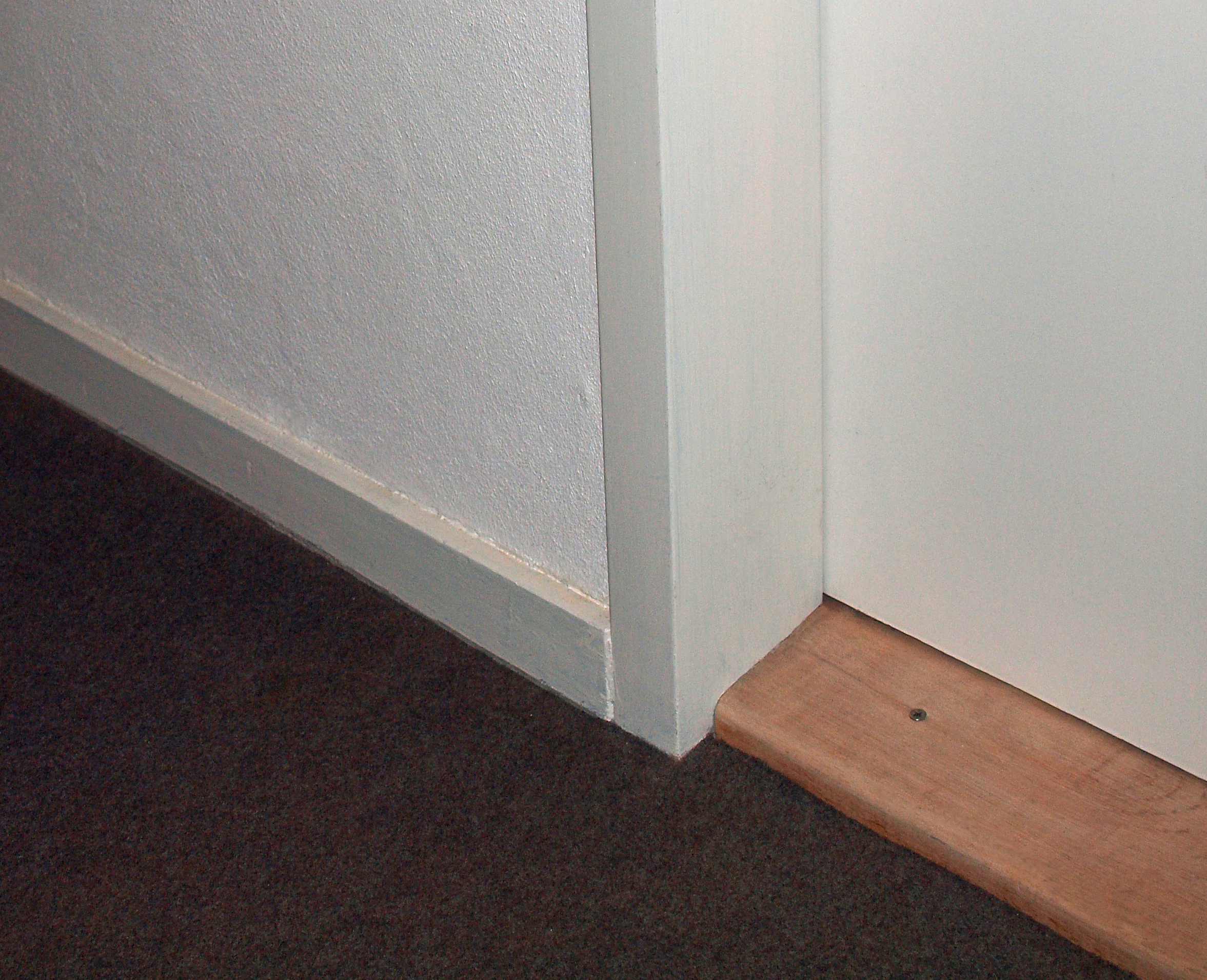
Drempel

Een drempel of dorpel (vakterm: stofdorpel of onderdorpel) is een dorpel om de ruimte (kier) tussen de deur en de vloer, bij een binnenkozijn, te dichten. Aangezien de onderkant van de deur zich meestal een eindje boven de vloer bevindt blijft er anders een kier over als de deur gesloten is. In droge ruimten is de drempel vaak uit (hard)hout vervaardigd, meestal uit beukenhout.
Een dorpel kan ook toegepast worden om een overgang te maken tussen twee verschillende vloerafwerkingen, bijvoorbeeld natuursteen en tapijt. Verder worden dorpels toegepast als waterkering, bijvoorbeeld onder de deur van een badkamer naar een gang of overloop. In deze vorm is de drempel meestal van (hard)steen.
Ook op schepen dient een drempel als waterkering. Een drempel kan op de lagere scheepsdekken ongeveer 50 cm hoog zijn. Dat is dus een drempel waar men bewust overheen moet stappen. Een golf water die over het dek slaat, kan daardoor niet naar binnen stromen.

## Trivia
- In vroeger tijd heerste er, in het bijzonder op het platteland, een (bij)geloof dat de duivel onder de drempel van elk huis zou wonen. Het was daarom taboe om bij het in- of uitgaan van een woning op de drempel te stappen; dit zou namelijk de duivel wekken en zodoende ongeluk brengen. Men moest dus over de drempel heen stappen.
- Uit dit bijgeloof stamt ook het gebruik dat een bruidegom zijn bruid over de drempel van het huis tilt. Door haar bruidsjurk kan zij immers niet goed zien waar zij haar voeten neerzet. Om een slecht begin van het huwelijk te voorkomen, tilt de bruidegom haar over de drempel.